# Mark Robinson
Mark Robinson, född 1968, är en amerikansk republikansk politiker som sedan 9 januari 2021 är North Carolinas viceguvernör och guvernörskandidat inför valet 2024.